# Blas de Lezo
Blas de Lezo y Olavarrieta, né le 3 février 1689 à Pasaia et mort le 7 septembre 1741 à Carthagène des Indes, aujourd'hui en Colombie, est un amiral espagnol et un des plus grands stratèges de l'histoire de la marine royale espagnole. 
Vainqueur de batailles navales contre les Hollandais, les Anglais, les Français et les pirates, il est également connu en Espagne sous le sobriquet de Patapalo (Patte de bois) et plus tard de Mediohombre (demi-homme) à cause des nombreuses blessures reçues durant sa longue vie militaire.

## Début militaire
Blas de Lezo et Olavarrieta commence sa carrière en 1701 comme aspirant dans la marine française, sous les ordres du comte de Toulouse. Il n'a alors que douze ans. En 1704 il prend part, comme membre d'équipage dans la flotte franco-espagnole, à la bataille de Vélez Málaga lors de la guerre de Succession d'Espagne, où il est touché à la jambe gauche par un boulet de canon forçant l'amputation d'urgence. Son courage lors de la bataille ainsi que durant l'opération lui vaut d'être promu enseigne de vaisseau par Louis XIV. 
Il participe ensuite à libérer Peñíscola assiégée par les troupes Austrophiles et à secourir Palerme qui se trouvait dans la même situation. Pour s'être distingué au combat, il est promu lieutenant de vaisseau. 
À la suite du siège de Barcelone de 1705, la ville est aux mains des partisans de Charles III. Blas de Lezo est chargé de ravitailler les insurgés en préparation de l'attaque terrestre à venir. Pour cette mission, il choisit quatre pinasses, plus manœuvrables que les lourds vaisseaux de ligne de l'amiral Rooke. À bord de ces navires (nommés « Renard », « Lapin », « Sanglier » et « Lièvre », en français dans le texte) il fit preuve d'un grande ingéniosité pour échapper aux patrouilles anglaises : par exemple, pour éviter que les artilleurs ennemis ne puissent viser, il traînait de la paille humide à laquelle il mettait le feu afin de créer un épais nuage de fumée. Quand venait son tour de tirer, il choisissait des boulets creux, qu'il remplissait de matière inflammable afin de déclencher des incendies sur les vaisseaux ennemis. L'équipage devait alors s'occuper d'éteindre les feux et abandonner la poursuite, laissant la route libre pour poursuivre la mission de ravitaillement. 

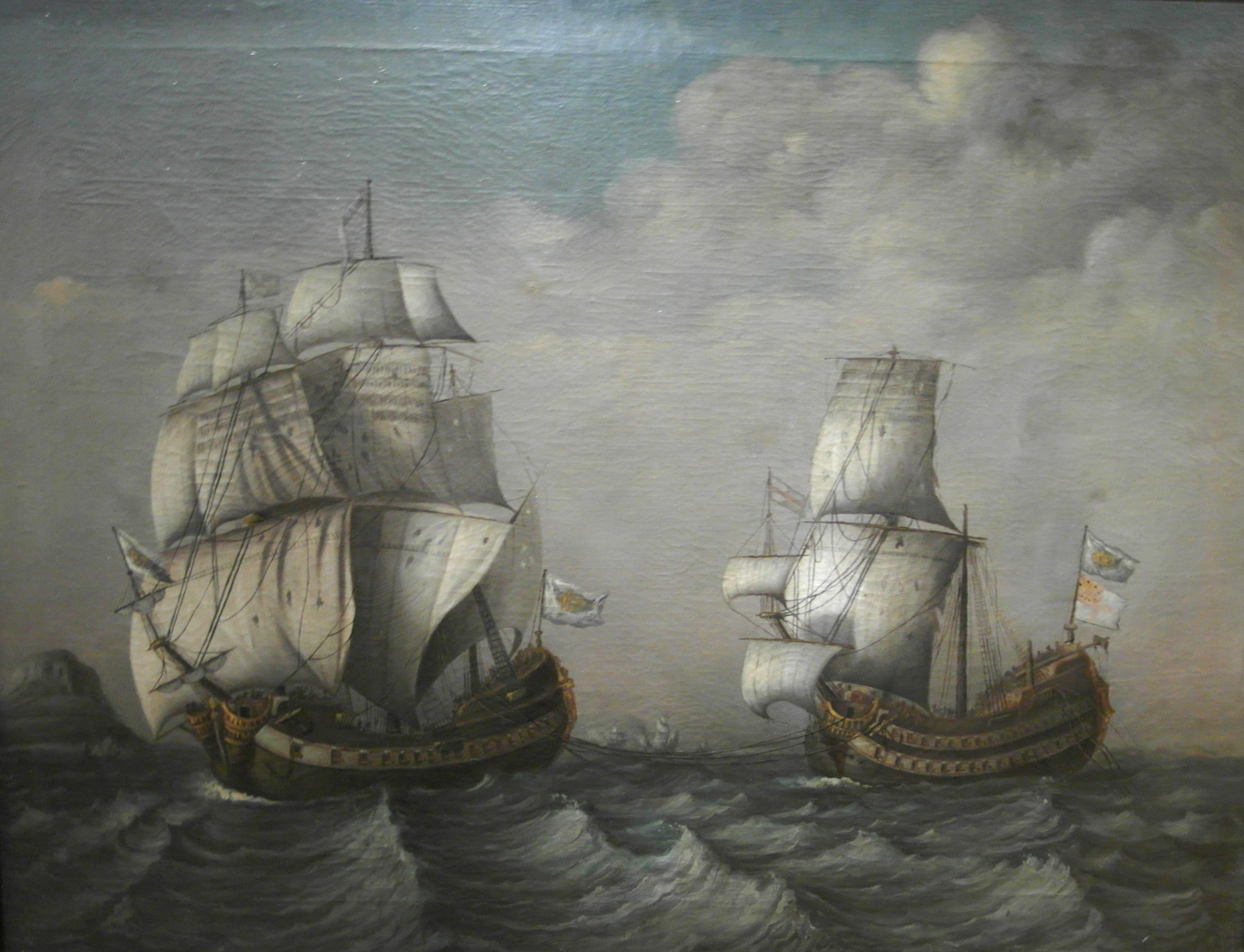
La frégate de Blas de Lezo remorquant le Stanhope

Toujours dans la marine du comte de Toulouse, à bord de sa pinasse « Renard » il prit à l'abordage avec succès du navire anglais « Resolution », de 80 canons, que ses occupants préfèrent incendier plutôt que de le voir tomber aux mains françaises. Cet exploit commence à forger sa légende. 
Au siège de Toulon en 1707, il est incorporé à la défense du fort Sainte-Catherine. Cette bataille lui coûte l'œil gauche, un éclat provoqué par un boulet de canon de la marine anglaise lui ayant touché la rétine. Cette blessure le laisse borgne à vie. 
Il est ensuite affecté à Rochefort où il patrouille le golfe de Gascogne à bord du « valeur », un navire de 38 canons et s'y illustre encore en capturant 10 navires anglais dont le "Stanhope" de 70 canons. 
En 1711 il passe dans la marine espagnole et sert sous les ordres d'Andrés de Pez.
En 1713, il est promu capitaine. 
En 1714 il participe au siège de Barcelone et y perd l'usage de son bras droit après avoir reçu un coup de mousquet. C'est ainsi qu'il gagne son surnom de « demi-homme » (mediohombre) après avoir perdu une jambe, un œil et l'usage d'un bras, tout cela à 25 ans.

## Amiral
À la fin de la guerre de Succession d'Espagne, il se voit confier le 16 février 1723, le commandement du navire amiral Lanfranco et le commandement de la flotte des mers du Sud. Patrouillant dans le Pacifique, il chasse et détruit les navires pirates britanniques et néerlandais le long des côtes des Amériques, capturant douze navires. 
En 1725, Blas de Lezo se marie au Pérou. Il rentre en Espagne en 1730 pour être promu commandant de la flotte méditerranéenne. Il se rend ensuite à Gênes pour réclamer les deux millions de pesos que doit la république de Gênes à l'Espagne. Estimant que l'honneur du drapeau espagnol est en jeu, il n'hésite pas à menacer de bombarder la ville.
En 1732, il commande une flotte de 54 navires qui accompagnent José Carrillo de Albornoz et 30 000 hommes pour reprendre à l'Empire ottoman la ville d'Oran. Hassan Bay parvient à rassembler ses troupes et encercle la ville. Lezo revient à la rescousse avec six navires et 5 000 hommes et chasse les Barbaresques après un dur combat. Non content de cela, il conduit encore le Santiago, son navire amiral de 60 canons, dans le refuge  corsaire, un bastion défendu par deux forts et 4 000 Maures dans la baie de Mostaganem (actuelle Algérie), et inflige à la ville et aux deux forts des dégâts importants. Attendant des renforts d'Oran, il maintient un blocus naval durant les mois qui suivent, mais une épidémie le force à rentrer à Cadix.

## Lieutenant général
En 1734 le roi le nomme lieutenant général de la marine espagnole. Il retourne en Amérique avec les navires Fuerte et Conquistador en 1737 comme gouverneur de Carthagène. En 1739, la guerre de l'oreille de Jenkins oppose le royaume de Grande-Bretagne à l'Espagne. En mars 1741, l'amiral Edward Vernon et le général Thomas Wentworth avec une flotte de 186 navires, armés de quelque 2 000 canons et amenant une armée de 23 600 hommes, font le siège de Carthagène. Blas de Lezo n'a que 3 000 soldats réguliers, 600 archers indiens, et les équipages de ses six navires de ligne à leur opposer. Néanmoins Blas de Lezo peut compter sur la solide défense de la ville, sa préparation minutieuse et son expérience des 22 combats menés jusqu'ici.
La colossale bataille dure 67 jours. La défaite des forces britanniques n'en est que plus humiliante. Mais Blas de Lezo mourra à peine quelques mois après cette défense qui a été sa plus grande victoire. Une épidémie de peste, provoquée par les milliers des cadavres non ensevelis après la bataille (pour la plupart anglais) en sera la cause. S'il est bien mort à Carthagène des Indes, on ne sait à ce jour où il a été inhumé.

### Sources et bibliographie
- (en) Cet article est partiellement ou en totalité issu de l’article de Wikipédia en anglais intitulé « Blas de Lezo » (voir la liste des auteurs).
- Philippe Régniez, Blas de Lezo, Éditions de La Reconquête, Assomption 2012
- (es) Gonzalo M. Quintero Saravia, Don Blas de Lezo: defensor de Cartagena de Indias, Editorial Planeta Colombiana, 2002
- (es) Carlos Alonso Mendizabal, Blas de Lezo, "el malquerido", Editorial Dossoles, 2008